# Campeonato Gaúcho de Futebol de 2004 - Série A
O Campeonato Gaúcho de Futebol de 2004, foi a 84ª edição da competição no Estado do Rio Grande do Sul. A disputa teve início em 1º de fevereiro e o término em 6 de junho de 2004. O campeão deste ano foi o Internacional.

## Participantes
| - Caxias (Caxias do Sul)43ª - Esportivo (Bento Gonçalves)34ª - Glória (Vacaria)13ª - Grêmio (Porto Alegre)62ª - Guarani-VA (Venâncio Aires)14ª - Internacional (Porto Alegre)60ª - Juventude (Caxias do Sul)42ª - Novo Hamburgo (Novo Hamburgo)53ª - Passo Fundo (Passo Fundo)26ª | - 15 de Novembro (Campo Bom)10ª - Santa Cruz -RS (Santa Cruz do Sul)35ª - São Gabriel (São Gabriel) 4ª - São José-CS (Cachoeira do Sul) 4ª - São José-PoA (Porto Alegre)20ª - Ulbra (Canoas) 1ª - Veranópolis (Veranópolis)11ª - Pelotas (Pelotas)48ª - Santo Ângelo (Santo Ângelo) 15ª |

## Grupo A
| Pos | Equipes        | Pts | J | V | E | D | GP | GC | SG |
| --- | -------------- | --- | - | - | - | - | -- | -- | -- |
| 1   | Grêmio         | 16  | 8 | 5 | 1 | 2 | 21 | 9  | 12 |
| 2   | Juventude      | 13  | 8 | 3 | 4 | 1 | 10 | 4  | 6  |
| 3   | Santa Cruz-RS  | 5   | 8 | 1 | 2 | 5 | 8  | 12 | −4 |
| 4   | 15 de Novembro | 5   | 8 | 1 | 2 | 5 | 7  | 13 | −6 |

|  |                                  |
|  |                                  |
|  | Classificados para as semifinais |

| Pos | Equipes       | Pts | J | V | E | D | GP | GC | SG |
| --- | ------------- | --- | - | - | - | - | -- | -- | -- |
| 1   | Internacional | 15  | 8 | 4 | 3 | 1 | 12 | 9  | 3  |
| 2   | Glória        | 15  | 8 | 4 | 3 | 1 | 9  | 6  | 3  |
| 3   | Caxias        | 11  | 8 | 3 | 2 | 3 | 7  | 13 | −6 |
| 4   | São Gabriel   | 7   | 8 | 2 | 1 | 5 | 10 | 18 | −8 |

|  |                                  |
|  |                                  |
|  | Classificados para as semifinais |

### Semifinais
| 20 de março | Juventude                                | 2 – 3 | Internacional                                         | Alfredo Jaconi, Caxias do Sul |
|             | Mineiro 15' · Donizete Amorim 50' (pen.) |       | Wellington Katzor 24' · Marabá 31' · Rafael Sóbis 81' | Árbitro: RS Leonardo Gaciba   |

| 21 de março | Glória | 0 – 1 | Grêmio   | Altos da Glória, Vacaria                                    |
|             |        |       | Élton 1' | Público: 5 987 Renda: R$ 53.960,00 Árbitro: RS Carlos Simon |

| 27 de março | Grêmio                                | 2 – 1 | Glória         | Olímpico, Porto Alegre                                        |
|             | Luciano Ratinho 23' · Tiago Prado 45' |       | João Pedro 37' | Público: 7 987 Renda: R$ 52.920,00 Árbitro: RS Leandro Vuaden |

| 28 de março | Internacional | 1 – 2 | Juventude              | Beira-Rio, Porto Alegre                                                     |
|             | Oséas 14'     |       | Índio 50' · Michel 61' | Público: 17 903 Renda: R$ 145.219,00 Árbitro: RS Alexandre Lourenço Barreto |

### Final
| 4 de abril | Grêmio              | 1 – 2 (pro.) | Internacional            | Montanha dos Vinhedos, Bento Gonçalves |
|            | Luciano Ratinho 18' |              | Edinho 18' · Nilmar 112' | Árbitro: RS Leonardo Gaciba            |

## Grupo B
| Pos | Equipes               | Pts | J  | V  | E  | D  | GP | GC | SG  | Classificação ou rebaixamento     |
| --- | --------------------- | --- | -- | -- | -- | -- | -- | -- | --- | --------------------------------- |
| 1   | Ulbra                 | 54  | 26 | 16 | 6  | 4  | 50 | 23 | 27  | Classificados para a próxima fase |
| 2   | Glória                | 50  | 26 | 14 | 8  | 4  | 42 | 20 | 22  | Classificados para a próxima fase |
| 3   | 15 de Novembro        | 45  | 26 | 13 | 6  | 7  | 52 | 40 | 12  |                                   |
| 4   | Santa Cruz-RS         | 41  | 26 | 11 | 8  | 7  | 46 | 33 | 13  |                                   |
| 5   | Esportivo             | 38  | 26 | 11 | 5  | 10 | 46 | 44 | 2   |                                   |
| 6   | Passo Fundo           | 37  | 26 | 9  | 10 | 7  | 39 | 39 | 0   |                                   |
| 7   | Novo Hamburgo         | 37  | 26 | 9  | 10 | 7  | 31 | 33 | −2  |                                   |
| 8   | São Gabriel           | 34  | 26 | 9  | 7  | 10 | 37 | 42 | −5  |                                   |
| 9   | São José-RS           | 33  | 26 | 9  | 6  | 11 | 33 | 38 | −5  |                                   |
| 10  | Veranópolis           | 31  | 26 | 8  | 7  | 11 | 31 | 35 | −4  |                                   |
| 11  | São José de Cachoeira | 30  | 26 | 7  | 9  | 10 | 28 | 37 | −9  |                                   |
| 12  | Guarani-VA            | 27  | 26 | 8  | 3  | 15 | 26 | 42 | −16 |                                   |
| 13  | Santo Ângelo          | 24  | 26 | 5  | 9  | 12 | 32 | 47 | −15 | Rebaixados à Série B de 2005      |
| 14  | Pelotas               | 12  | 26 | 0  | 12 | 14 | 21 | 41 | −20 | Rebaixados à Série B de 2005      |

## Fase final

### Semifinais
| 2 de junho | Ulbra                                          | 3 – 1 | Grêmio              | Complexo Esportivo da Ulbra, Canoas |
|            | Marcelo Fumaça 18' · Cléber 72' · Fabrício 82' |       | Luciano Ratinho 49' | Árbitro: RS Fabricio Correia        |

| 3 de junho | Internacional                    | 2 – 2 (pro.) | Glória                             | Beira-Rio, Porto Alegre                                      |
|            | Oséas 10' · Vinicius 100' (pen.) |              | André Gheller 38' · João Pedro 93' | Público: 12 580 Renda: R$ 74.198,00 Árbitro: RS Carlos Simon |

|                                                   |     | Penalidades                       |  |
| Fernando Miguel Labarthe Chiquinho Cleiton Xavier | 4–1 | Sandro Sotilli André Gheller Toto |  |

### Final
| 6 de junho | Ulbra            | 1 – 2 | Internacional           | Complexo Esportivo da Ulbra, Canoas                          |
|            | Alex Martins 20' |       | Edinho 30' · Nilmar 61' | Público: 7 119 Renda: R$73.835,00 Árbitro: RS Leandro Vuaden |

- Ulbra: Rafael; Sidinei, Marcelo Oliveira e Renato Tilão (Mabilia); Barão, Bagnara, Lauro, Cléber e Alex Martins (Sandro); Sinval (Marcelo Fumaça) e Fabrício. Treinador: Armando Dessessards.
- Internacional: Clemer; Alexandre Lopes, Edinho e Vinicius; Bolívar, Marabá, Fernando Miguel, Wellington (Marcelo Labarthe) e Alex; Nilmar (Wilson) e Oséas (Chiquinho). Treinador: Lori Sandri.

## Artilheiro
- 27 gols: Sandro Sotilli (Glória)

## Campeão
| Campeonato Gaúcho de 2004          |
| Porto Alegre                       |
| ---------------------------------- |
| INTERNACIONAL Campeão (36º título) |

## Campeão do Interior
| Campeão do Interior de 2004 |
| Canoas                      |
| --------------------------- |
| Ulbra 1º título             |

## Segunda Divisão
Campeão: Brasil (Pelotas)
Vice-Campeão: Farroupilha (Pelotas)